# Cerro La Plantación
El Cerro La Plantación es una formación de montaña ubicada en el extremo norte del municipio Guacara, Carabobo, Venezuela. A una altitud de 1.496 m s. n. m. el Cerro La Plantación es una de las montañas más altas en Carabobo. Constituye parte del límite suroeste del parque nacional Henri Pittier a poca distancia del límite este del parque nacional San Esteban.

## Ubicación
El Cerro La Plantación se encuentra al norte de la ciudad de Vigirima. Está ubicado en la falda sur del Henri Pittier. Al norte se continúa con la Fila Villalonga hasta llegar al Mar Caribe por la bahía de Turiamo.